# HMS Northumberland (1798)
HMS Northumberland (Корабль Его Величества «Нортумберленд») — 74-пушечный линейный корабль третьего ранга. Пятый корабль Королевского флота, названный HMS Northumberland, в честь английского графства Нортумберленд, или герцогов Нортумберленд. Первый линейный корабль типа America. Заложен в октябре 1795 года. Спущен на воду 2 февраля 1798 года на частной верфи Барнарда в Дептфорде. Относился к так называемым «обычным 74-пушечным кораблям», нёс на верхней орудийной палубе 18-фунтовые пушки.

## Служба
В феврале 1800 года Northumberland под командованием капитана Джорджа Мартина входил в состав эскадры лорда Кейта, блокирующей Мальту.
18 февраля 1800 года Northumberland совместно с 80-пушечным Foudroyant, 74-пушечным Alexander и 32-пушечным фрегатом Success перехватили небольшую французскую эскадру контр-адмирала Жана Батиста Перре, состоящую из 78-пушечного линейного корабля Généreux, 3 корветов: Badine, Sans-Pareille и Fauvelle и фрегата Ville-de-Marseille, переоборудованного для перевозки войск. Сначала Alexander захватил Ville-de-Marseille, а затем, после непродолжительного боя, сдался и Généreux (в сражении он потерял лишь одного человека — контр-адмирала Перре, которому ядро оторвало ногу и он скончался в тот же вечер). Корветам удалось ускользнуть и вернуться в Тулон.
24 августа 1800 года Northumberland совместно с 74-пушечным Généreux и фрегатом Success атаковали два французских
40-пушечных фрегата Diane и Justice, которые попытались прорвать блокаду Мальты и уйти в Тулон. После короткого сражения Diane, экипаж которого составлял всего 114 человек, спустил флаг, но Justice смог уйти от преследования и достиг Тулона. Diane был принят в состав Королевского флота как HMS Niobe, так как в составе флота уже был корабль с названием Diane.
Весной 1801 года Northumberland принял участие в египетских операциях. 31 января он встал на якорь в Марморисе на юго-западе Турции, где собирался флот для нападения на Египет. 1 марта около 70 боевых кораблей вместе с транспортами, перевозящими 16000 солдат, прибыли в залив Абукир вблизи Александрии. Непогода задержала высадку войск на неделю, но 8 марта флотилия из 320 шлюпок высадила войска на берег. Солдаты с французских береговых батарей попытались помешать высадке, но британцы смогли отобить их атаку и на следующий день сэр Ральф Эберкромби и вся британская армия уже были на берегу. Northumberland потерял трёх своих моряков, которые погибли при высадке, ещё четверо были ранены.
Военные корабли предоставили 1000 своих матросов чтобы оказать поддержку сухопутной армии, во главе с сэром Сидни
Смитом на 74-пушечном HMS Tigre. 13 марта четверо матросов с Northumberland получили ранения в сражении на берегу; 21
марта было ранено ещё трое, когда 11-12 тысяч солдат противника атаковали британские позиции в четырёх милях от Александрии.
Так как Northumberland принимал участие в египетской кампании, продолжавшейся с 8 марта по 2 сентября 1801 года, его офицеры и команда получили право на медаль с пряжкой «Египет», которой Адмиралтейство наградило в 1850 году всех выживших
участников.
21 января 1806 года Northumberland, под командованием капитана Джона Моррисона, в качестве флагмана контр-адмирала
Александра Кокрейна присоединился к эскадре вице-адмирала Дакворта, которая занималась поисками французской эскадры контр-адмирала Лессега.
6 февраля 1806 года принял участие в сражении при Сан-Доминго. Northumberland в составе наветренной колонны британской эскадры вступил в бой с французским авангардом. Во время боя с флагманом Лессега, 120-пушечным Impérial, Northumberland был сильно поврежден, потерял грот-мачту, получил несколько десятков пробоин корпуса и был вынужден выйти из боя. Также Northumberland понес самые тяжелые потери среди британских корабей: 21 человек из его экипажа было убито и ещё 79 ранено.
22 ноября 1810 года Northumberland вместе с 74-пушечным HMS Armada захватили 14-пушечный французский капер La Glaneuse.
22 мая 1812 года Northumberland, под командованием капитана Генри Хофама, у острова Груа атаковал небольшую французскую
эскадру коммодора Мартина Ле Форетира, состоящую из двух 40-пушечных фрегатов Arienne и Andromaque и корвета Mamelouck, которые укрылись под защитой трёх береговых батарей. Northumberland расположился так, чтобы заблокировать корабли противника в порту Сен-Тюди, и открыл огонь по ближайшему к нему фрегату Andromaque. Вскоре он загорелся, и спустя пару часов взорвался. Затем Northumberland и присоединившийся к нему 12-пушечный шлюп Growler открыли огонь по второму фрегату, а когда загорелся и он, переключились на корвет. В итоге все три французских корабля взорвались.
Northumberland получил широкую известность после того, как на его борту Наполеон Бонапарт был доставлен на остров Святой Елены. Первоначально Наполеон сдался капитану Фредерику Мейтленду с HMS Bellerophon 15 июля 1815, а затем был перевезен в Плимут. Для отправки в ссылку Наполеон был переведен с Bellerophon на Northumberland, так как возникли опасения, что довольно старый Bellerophon может не выдержать такого путешествия. Northumberland отплыл из Европы 9 августа 1815 года, и 16 октября того же года Наполеон был высажен на острове Святой Елены, где он оставался под бдительным наблюдением Королевского флота вплоть до своей смерти 5 мая 1821 года.
Northumberland был переоборудован в блокшив в феврале 1827 года и оставался в этом качестве до февраля 1850 года, когда он был отправлен на слом и разобран.